# Architecture néoclassique en Espagne

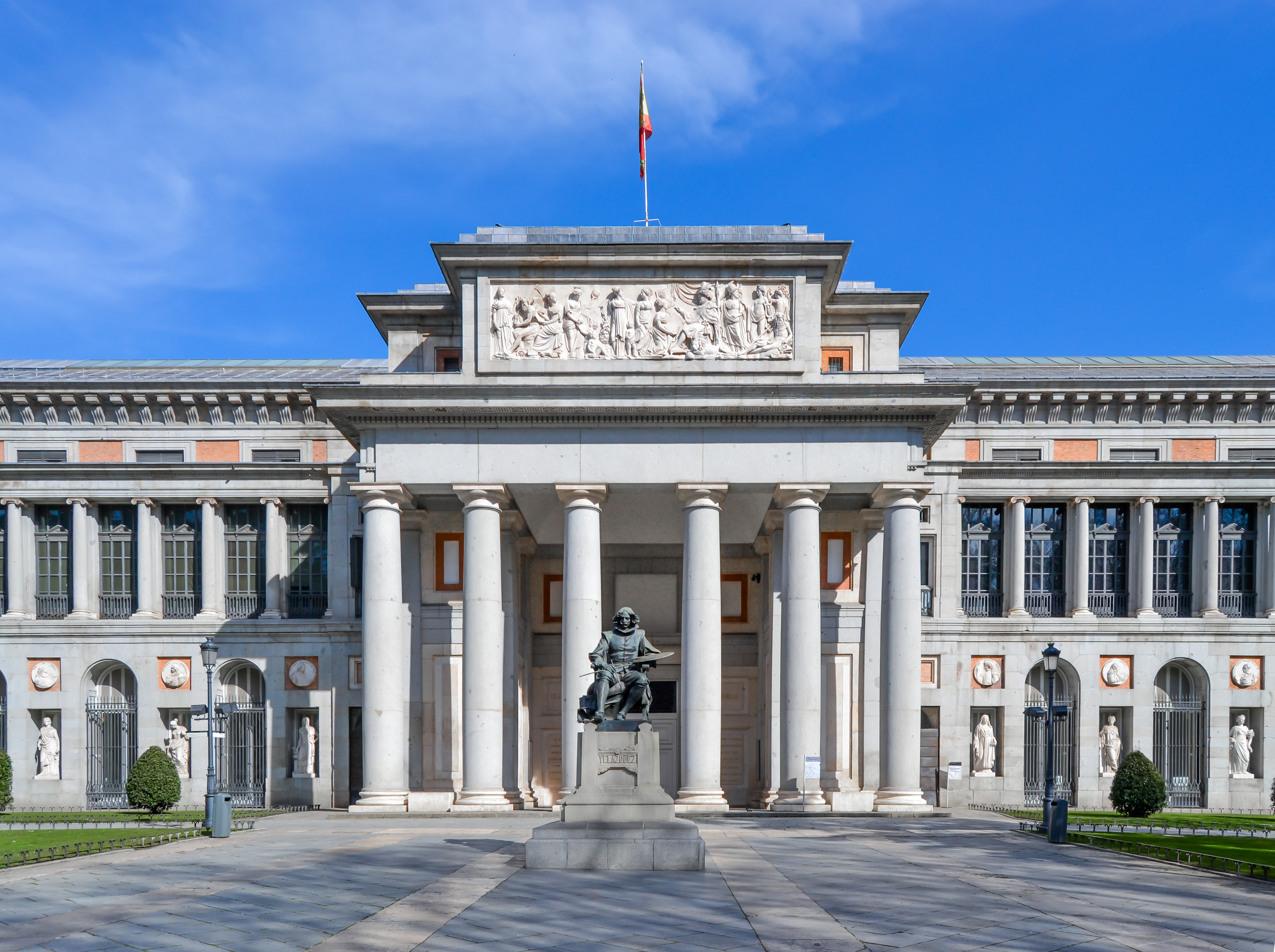
Le musée du Prado, conçu par Juan de Villanueva et construit de 1785 à 1819.

L'architecture néoclassique en Espagne émerge progressivement à partir du milieu du XVIIIe siècle, mais il faut attendre la fin du siècle pour qu'elle se diffuse dans tout le pays. Elle est ensuite supplantée progressivement au XIXe siècle par l'architecture historiciste et éclectique, bien que ces dernières accusent un certain retard dans la péninsule ibérique. L'architecture néoclassique constitue à l'origine une réaction face aux outrances de l'architecture baroque, notamment churrigueresque. Cette dernière constituait une architecture très populaire notamment dans les régions méridionales de l'Espagne, où elle était très en faveur pour la construction d'églises, mais également de palais. Cependant, la cour d'Espagne privilégiait une architecture beaucoup plus sobre pour les réalisations officielles, souvent inspirée de l'architecture classique française, mêlées d'influences rocaille et italienne. Cela s'explique par l'origine française des Bourbons d'Espagne, montés sur le trône en 1700. La précédente réaction classique s'était manifestée au XVIe siècle avec la construction du palais de l'Escurial, qui constitue alors pour les architectes néoclassique un modèle vers lequel tendre tout en approfondissant la connaissance qu'ils pouvaient avoir des monuments antiques’.

## Historique

### XVIIIesiècle

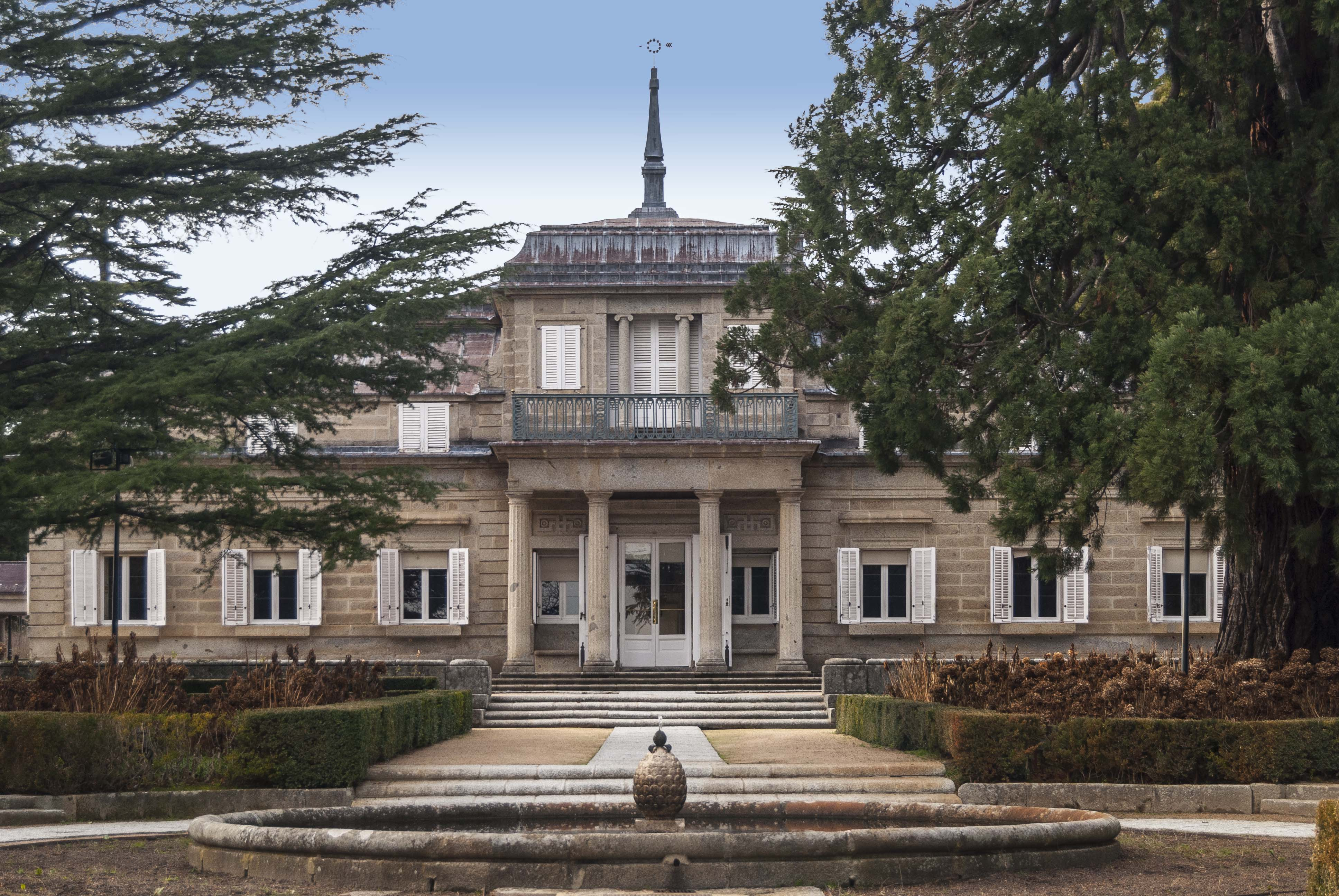
La Casa del principe, construite en 1771 sur les plans de Juan de Villanueva.

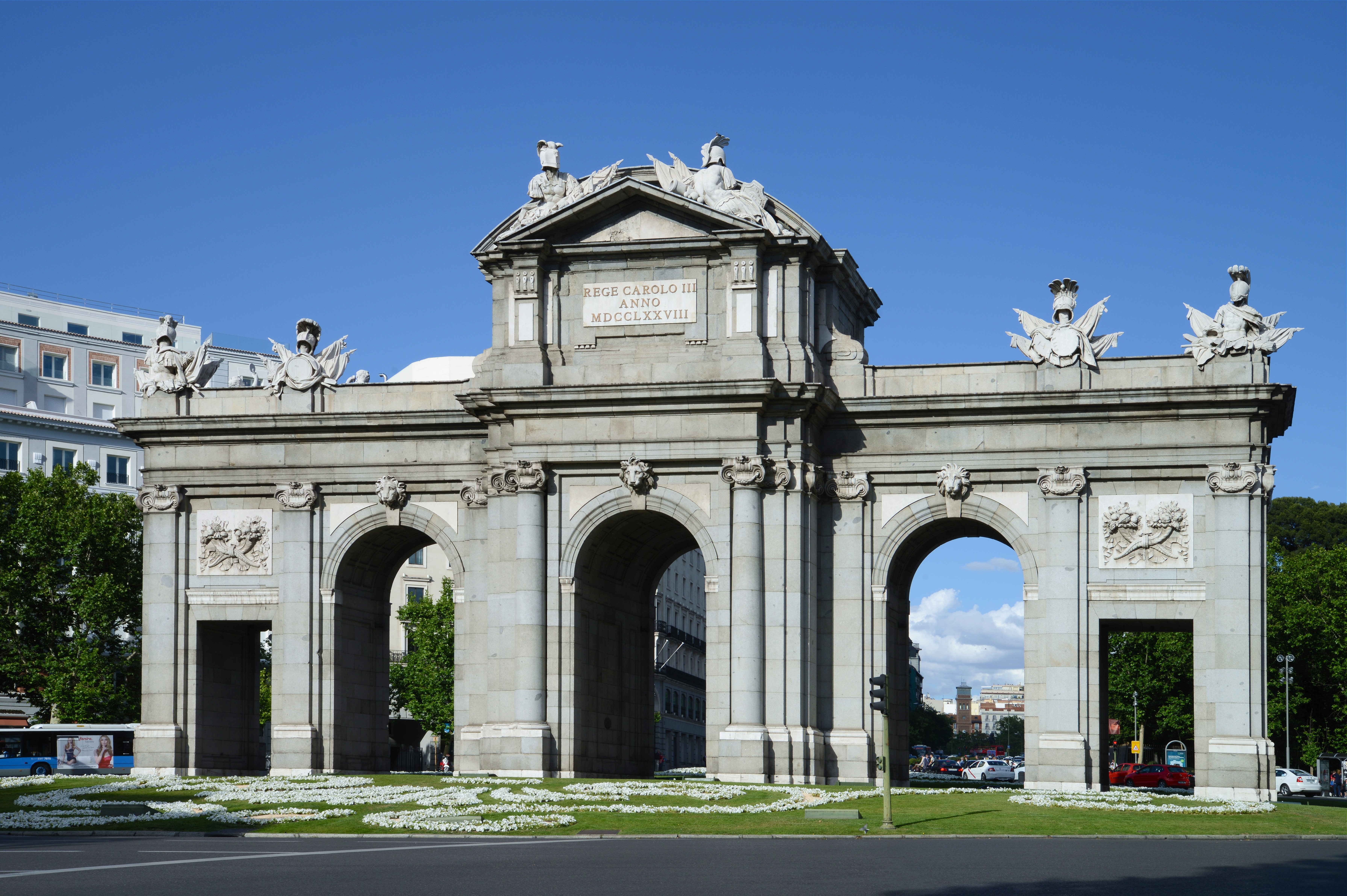
La porte d'Alcalá, construite en 1778 par Francesco Sabatini, arc de triomphe encore marqué par l'architecture baroque.

Bien que l'art churrigueresque, dont les origines remontent au XVIIe siècle voire au XVIe siècle, se soit diffusé dans toute l'Espagne au long du XVIIIe siècle, Ferdinand VI n'appréciait guère cette architecture exubérante, très hétérogène (chaque région imprimant ses spécificités), soumise au ciseau débridé des sculpteurs qui fouillaient la pierre jusqu'à rendre incompréhensible la composition générale de l'édifice, mais qui était favorisée par l'Eglise ainsi que par les commanditaires privés. Aussi Ferdinand VI fut-il amené à fonder en 1752 l'Académie des beaux-arts de San Fernando afin de conduire la production artistique selon des conceptions plus équilibrées et plus dignes, c'est-à-dire classiques. En effet, l'Académie envoie chaque année six boursiers à Rome, forme les élèves à l'étude scientifique de l'architecture et procède à l'inventaire des monuments jugés d'intérêt artistique. C'est cependant sous le successeur de Ferdinand VI, en la personne de Charles III, que le tournant va réellement s'opérer. Celui-ci s'entoure d'architectes espagnols, Ventura Rodriguez et Juan de Villanueva, mais également d'un Italien, Francesco Sabatini. Ce dernier conçoit une nouvelle aile pour le Palais royal de Madrid et agrandit deux ailes du château d'Aranjuez. Il réalise également à Madrid la porte d'Alcala en 1778 dans le goût du baroque tardif italien, inspirée d'un arc de triomphe,.
Si Ventura Rodriguez, auteur de l'église baroque de San Marcos (construite de 1749 à 1753), n'affectionnait pas particulièrement le classicisme à ses débuts, il réalisera par la suite une architecture de transition entre le baroque tardif et le néo-classicisme ce dernier s'imposant progressivement dans la seconde moitié du XVIIIe siècle.
Juan de Villanueva, élève de Rodriguez, se distinguera quant à lui comme un des plus grands architectes néoclassiques espagnols. Juan de Villanueva étudia à Rome, où il put comparer les pompeux palais et églises baroques à la pureté formelle des monuments antiques, et devint en 1786 l'architecte officiel de la ville de Madrid, avant d'être nommé en 1789 architecte principal des palais royaux puis directeur de l'Académie de San Fernando en 1792. Sa Casita del Principe, construite en 1771, constitue la première œuvre pleinement néoclassique en Espagne, rompant avec le baroque par ses principes de composition, notamment par l'alignement d'éléments indépendants. De Villanueva réalisa également entre 1790 et 1808 le sévère pavillon de l'Observatoire, de plan cruciforme et couronné par un petit édifice monoptère ; il constitue une des premières réalisations d'inspiration néo-grecque en Espagne. il reconstruisit aussi la Plaza Mayor de Madrid, détruite dans un incendie en 1790, et conçut de nombreux plans de constructions communales pour Madrid. Son œuvre majeure demeure cependant le musée du Prado, réalisé entre 1785 et 1819, dont les salles d'exposition sont couvertes de voûtes à caissons ainsi que d'un dôme, également à caissons. Ces derniers, ayant au départ une fonction structurelle, font directement référence à l'architecture romaine. Le Prado fera office de modèle pour bon nombre de musées construits ultérieurement,.

### XIXesiècle

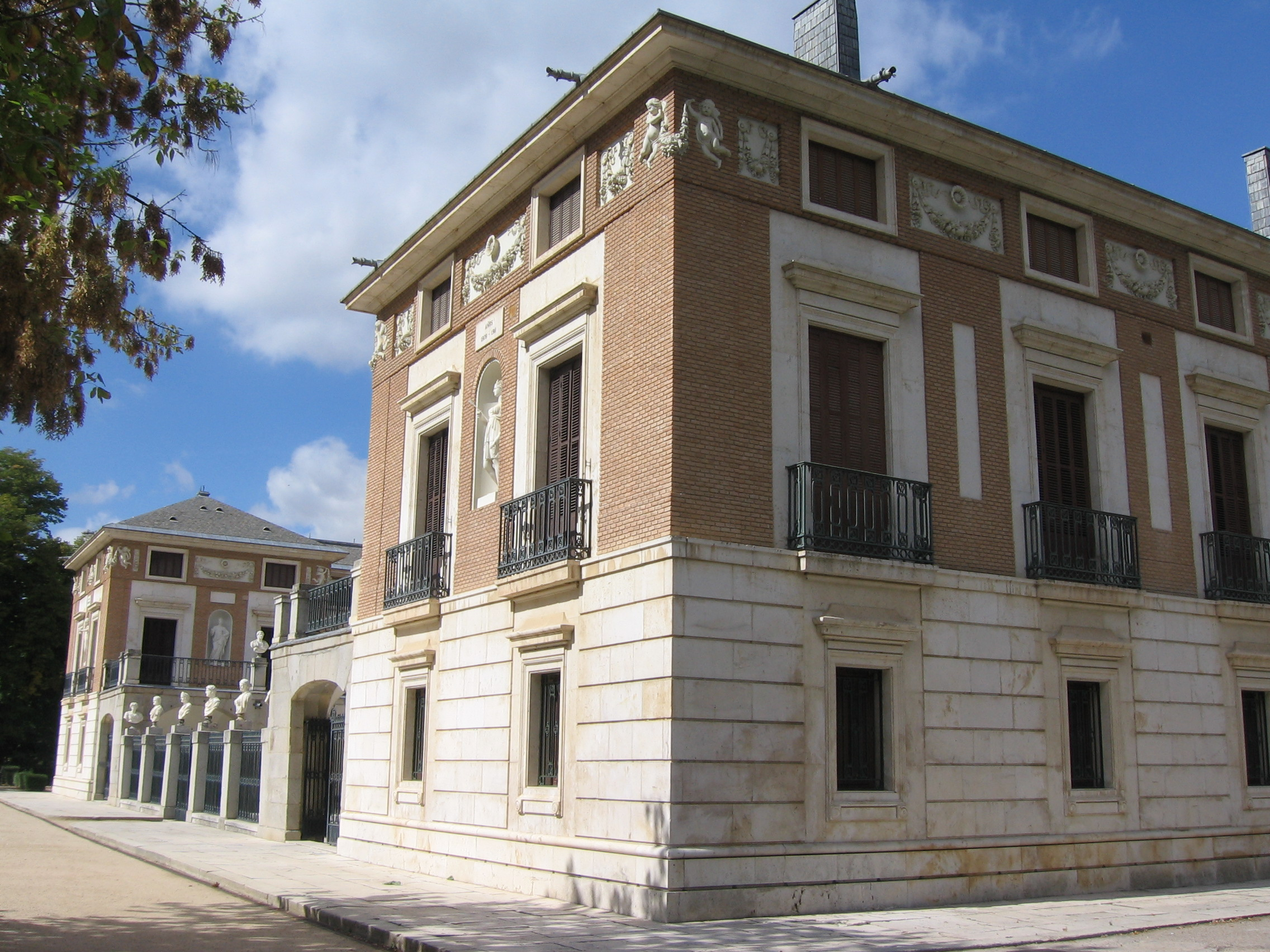
La Casa del Labrador, construite en 1803 par Juan de Villanueva.

Sous Charles IV, la construction connut un certain ralentissement, tendance qui se poursuivra par la suite, mais il fit élever cependant la Casa del Labrador en 1803, conçue par l'architecte favori Juan de Villanueva. D'autres résidences seigneuriales sont également construites à cette période, en nombre restreint toutefois. Lorsque Joseph Bonaparte devint roi d'Espagne en 1808, il entreprend de grands travaux de réaménagement à Madrid, et œuvra notamment dans le regroupement des petits cimetières pour créer de vastes nécropoles. Il posa la première pierre de la Porte de Tolède, réalisée par Antonio Aguado entre 1813 et 1827. Ce dernier conçut également le Théâtre royal, achevé en 1850, aux abords de la place de l'Orient, place dont la réalisation avait été décidée par Joseph Bonaparte. Le néo-classicisme restera très en faveur à Madrid jusqu'à la mort de Ferdinand VII en 1833. À partir de cette date en effet, il commencera à décliner lentement dans la région madrilène, plus promptement toutefois que dans le reste du pays où le néo-classicisme reste très apprécié.
Saint-Sébastien, incendiée en 1813, fut reconstruite selon un plan d'urbanisme fortement inspiré des idéaux néoclassiques, et les nouveaux immeubles qui s'y élevèrent à partir de 1820 le furent également dans ce style.

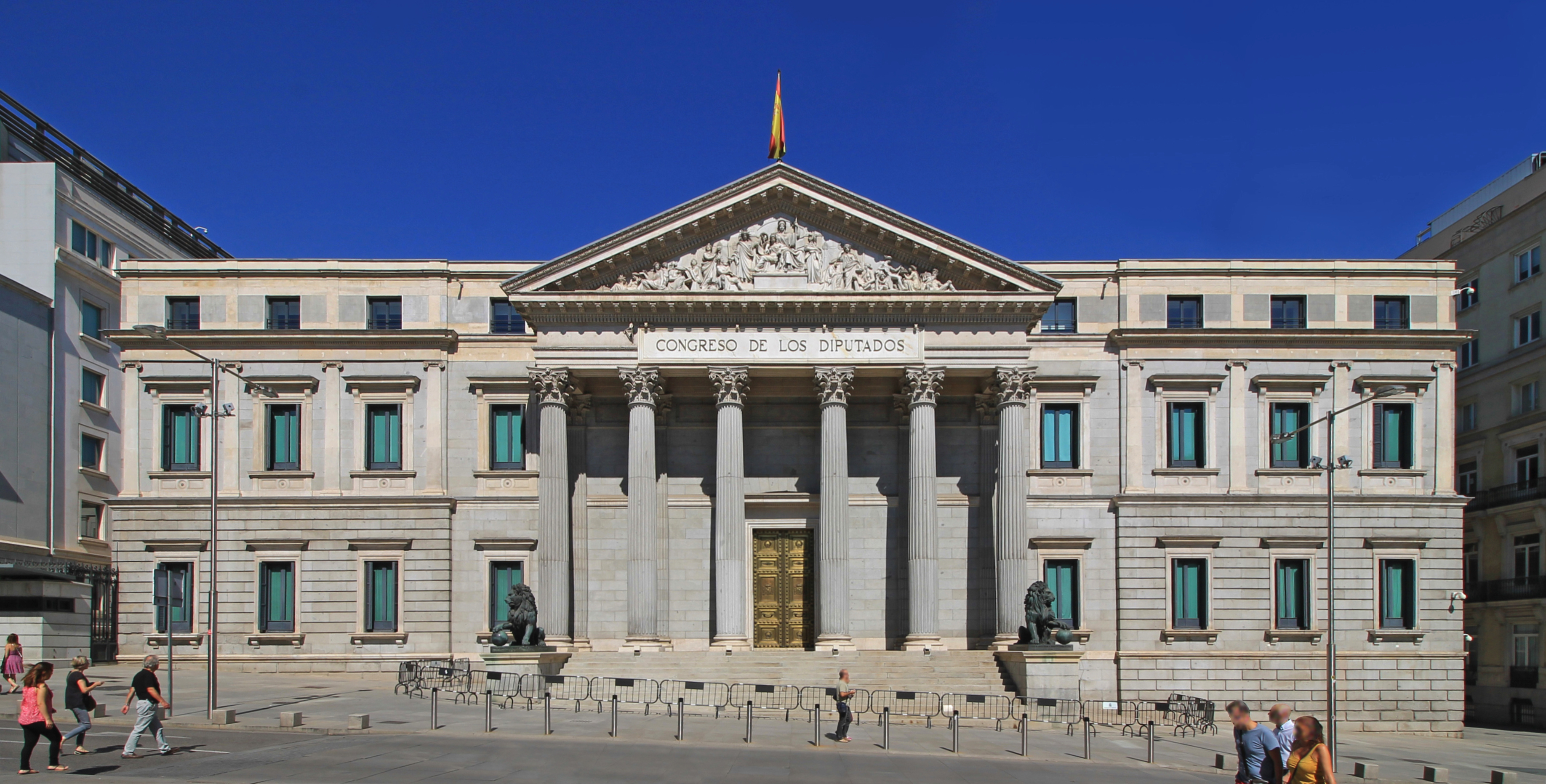
Le palais des Congrès, construit en 1843 par Narciso Pascual.

Le néo-classicisme perdurera encore de nombreuses années dans ce pays instable, où les conditions n'étaient pas réunies pour amorcer la transition avec l'architecture éclectique aussi rapidement que dans les autres pays européens. Ainsi, en 1843, c'est toujours le style néoclassique qui est privilégié pour la construction du Palais du congrès, réalisé par Narciso Pascual qui y plaque un portique à fronton triangulaire tout à fait classique. Le néo-classicisme s'assèche alors, la conception architecturale perd progressivement en qualité et le style est de plus en plus décrié pour sa monotonie, son austérité et pour le peu de liberté qu'il laisse aux architectes et aux artistes. Cet appauvrissement artistique s'observe certes dès les premières années 1800, certains critiques énonçant que les architectes d'alors prenaient pour prétexte une prétendue fidélité à l'Antiquité pour élever des monuments froids, aux façades lisses, aux soubassement surdimensionnés et aux vastes terrasses qui contribueront à discréditer progressivement cette architecture. Il faudra attendre les réalisations de Elies Rogent, auteur de l'Université de Barcelone, pour que l'architecture espagnoles se dégage complètement du dogme néoclassique. Rogent commence en effet à puiser son inspiration dans les architectures arabe et byzantines, gothique et renaissance. Le néo-classicisme devient exceptionnel à partir des années 1860, et n'est plus guère représenté que par Francisco Joreno, qui conçoit dans ce style en 1866 le palais de la Bibliothèque et des musées nationaux de Madrid (qui seront réalisés par Ortiz et Ruiz de Salces).